# Manolache Costache Epureanu
Manolache Costache Epureanu (ur. 1823 w Bârladzie, zm. 1880 w Schlangenbad) był premierem Rumunii z ramienia Partii Konserwatywnej dwa razy: w 1870 roku (1 maja – 26 grudnia) i w 1876 roku (6 maja – 5 sierpnia).
Urodził się w Bârladzie, studiował w niemieckim Heidelbergu, następnie powrócił do Mołdawii, gdzie uczestniczył w ruchu rewolucyjnym 1848 roku, będąc członkiem jednego z komitetów ad hoc.
W 1866 był przewodniczącym komitetu, który zadecydował o konieczności zaproszenia obcej dynastii, aby rządziła Rumunią. W 1871 roku, w czasie rządów konserwatywnego gabinetu Lascăra Catargiu, Epureanu był ministrem sprawiedliwości (od października 1872 do marca 1873). Następnie zmienił partię i w 1876 został szefem liberalnego rządu. Później ponownie wstąpił do Partii Konserwatywnej.
Opublikował m.in. Chestia locuitorilor privită din punctul de vedere al Regulamentului organic (1866) i Despre pretinsa rescumpărare a căilor ferate (1879).
Zmarł w Schlangenbad, wówczas w Księstwie Nassau, obecnie w Niemczech.